# マーティン・ワイコフ
マーティン・ネビアス・ワイコフ（Martin Nevius Wyckoff、1850年4月10日 - 1911年1月27日）は、アメリカ合衆国から日本に派遣されたアメリカ・オランダ改革派教会の宣教師である。オランダ系アメリカ人で先祖は17世紀初頭にアメリカ合衆国に移民した。

## 生涯
ニュージャージー州ミドルブッシュ生まれ。1865年に15歳で洗礼を受けた。ラトガース大学で理化学を修めた。東京の開成学校に異動したウィリアム・グリフィスの後任として、1872年7月27日に横浜に上陸した。東京でグリフィスやグイド・フルベッキの世話になった後、福井県の中学校に教師として赴任英語とフランス語を教えた。ここには、雨森信成ら21人が学んでいた。1873年に婚約者アンナ・ベアードが訪日し、東京で結婚式を挙げた。
福井県の中学校で契約が切れて、文部省から新潟外国語学校に赴任するように要請されて雨森と共に新潟に移動した。新潟外国語学校で1874年9月より英語と理学を教えた。また、エディンバラ医療宣教会のT・A・パームに雨森を通訳者として紹介した。1876年から東京開成学校の教師を一年務めた。翌年、米国に帰国してラトガース大学で物理学の講師に就任した。
アメリカ・オランダ改革長老教会より横浜の先志学校の校長に就任して欲しいとの要請があったため、1881年9月に宣教師として再訪日した。先志学校では、英会話、英作文、音読、学校事務などを行った。教え子には和田健三、野矢丈夫などがいた。
1881年先志学校は、築地大学校と合同して、東京一致英和学校になった。ここで、ワイコフは科学と物理を教えた。1884年には英和予備校の教員を創立より兼務した。
1886年に東京一致神学校、東京一致英和学校、予備英和学校の三校が合併して、明治学院になった。ワイコフは普通学部の教授になり、化学、物理学、地質学、英会話、和文英訳、翻訳法、英文学、英語学、ラテン語、ドイツ語を教えた。
1895年にラトガース大学より化学博士号を授与した。1894年には、慰廃園の理事を務め、ハンセン病患者の慰問をした。
1911年1月27日に東京白山の自宅で心臓麻痺により急死した。明治学院チャペルで葬儀が行われ、白金の瑞聖寺に葬られた。

## 著作
- 『英作文初歩』(1885年)